# Konung Christian IX:s af Danmark begrafning
Konung Christian IX:s af Danmark begrafning, známý také pod názvem Kung Kristians begrafning, je švédský němý film z roku 1906. Producentem je Anders Skogh. Film trvá zhruba 8 minut.
Film měl premiéru 19. února 1906 v kinech Olympia v Göteborgu a Biografteatern v Kristianstadu.

## Děj
Film zachycuje pohřeb dánského krále Kristiána IX., který se konal v katedrále v Roskilde 16. února 1906.